# Сетомаа
Се́томаа (эст. Setomaa) — волость в уезде Вырумаа, Эстония. Образована в 2017 году. Административный центр — посёлок Вярска.

## География
Расположена на юго-востоке Эстонии. Имеет границу с Россией по суше, по Псковскому озеру и озеру Ляммиярв. Площадь волости — 463,06 км², плотность населения на 1 января 2024 года составила 6,0 чел/км².
По данным Регистра окружающей среды, в 2018 году на территории волости находились два природных парка (Мустоя и природный парк древней долины реки Пиуза), один охраняемый древостой (березняк Меремяэ) и семь природоохранных зон (Люйбнитса, Ребасмяэ, Мядайыэ, озеро Пабра, ручей Карисилла, залив Вярска и Пиуза-Вымморски). Природной особенностью Сетомаа являются пустоши и песчаные дюны. На территории волости расположен один из уникальных в Эстонии участков песчаных отвалов — так называемая «Сетумааская Сахара» или «Пиккмяэ лийв» (эст. Pikkmäe liiv).

## История
Волость Сетомаа создана в октябре 2017 года в результате административной реформы местных самоуправлений Эстонии путём объединения волости Меремяэ уезда Вырумаа и волостей Микитамяэ и Вярска уезда Пылвамаа. В состав волости Сетомаа также вошли деревни волости Миссо уезда Вырумаа, входящие в нулк Лухамаа: Коорла, Косса, Крийва, Леймани, Лютя, Мокра, Мяэзи, Напи, Прунтова, Пырсты, Саагри, Тиасты, Тийлиге, Тоодси, Тсереби и Хиндса.
Летом 2017 года правительство Эстонии среди жителей будущей волости Сетомаа провело опрос, к какому из двух уездов должна относиться новая волость: к Вырумаа или Пылвамаа. 59,1 % принявших участие в опросе проголосовали за Вырумаа.
Административный центр волости — посёлок Вярска.

## Населённые пункты
Волость включает в себя один посёлок и 155 деревень.

Посёлок: Вярска.

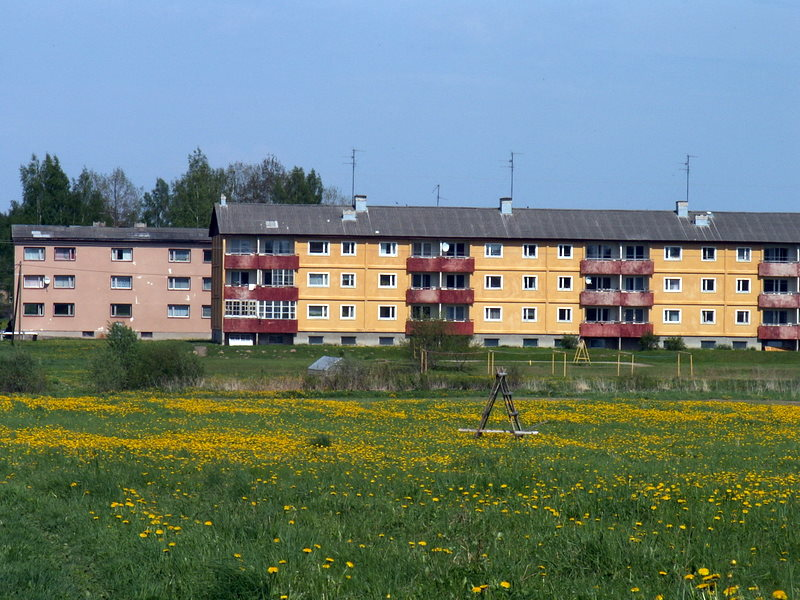
Панельные дома в деревне Микитамяэ

Деревни: Ала-Тсумба (Ala-Tsumba), Анткрува (Antkruva), Аудьяссааре (Audjassaare), Бересье (Beresje), Вааксаары (Vaaksaarõ), Ваартси (Vaartsi), Варэсмяэ (Varesmäe), Васла (Vasla), Ведерника (Vedernika), Велна (Velna), Веретиня (Veretinä), Верхулитса (Verhulitsa), Вински (Vinski), Виро (Viro), Воропи (Voropi), Вымморски (Võmmorski), Выполсова (Võpolsova), Выыпсу (Võõpsu), Вяйке-Рысна (Väike-Rõsna), Вяйко-Хярмя (Väiko-Härmä), Вяйко-Серга (Väiko-Serga), Игназы (Ignasõ), Игризе (Igrise), Йыкси (Jõksi), Казакова (Kasakova), Калатсова (Kalatsova), Кангавица (Kangavitsa), Карамсина (Karamsina), Карисилла (Karisilla), Кастамара (Kastamara), Кахква (Kahkva), Кеэрба (Keerba), Кийова (Kiiova), Кийслова (Kiislova), Киксова (Kiksova), Китсы (Kitsõ), Клистина (Klistina), Койдула (Koidula), Колодавитса (Kolodavitsa), Колоссова (Kolossova), Коорла (Koorla), Корела (Korela), Корски (Korski), Косса (Kossa), Косткова (Kostkova), Кремессова (Kremessova), Крийва (Kriiva), Куйгы (Kuigõ), Куксина (Kuksina), Кундрузе (Kundruse), Куснетсова (Kusnetsova), Кыыру (Kõõru), Кюллятювя (Küllätüvä), Лаоссина (Laossina), Леймани (Leimani), Лепя (Lepä), Линдси (Lindsi), Литвина (Litvina), Лоботка (Lobotka), Лутепяэ (Lutepää), Лутья (Lutja), Лютя (Lütä), Люйбнитса (Lüübnitsa), Мааслова (Maaslova), Маринова (Marinova), Мартсина (Martsina), Маслува (Masluva), Матсури (Matsuri), Мельсо (Melso), Мерекюля (Merekülä), Меремяэ (Meremäe), Мийксе (Miikse), Микитамяэ (Mikitamäe), Мику (Miku), Мокра (Mokra), Мяэзи (Määsi), Мяэзовитса (Määsovitsa), Напи (Napi), Навикы (Navikõ), Недсая (Nedsaja), Нийтсику (Niitsiku), Обинитса (Obinitsa), Олехкова (Olehkova), Острова (Ostrova), Паклова (Paklova), Паланды (Palandõ), Пало (Palo), Паловеэре (Paloveere), Паттина (Pattina), Пелси (Pelsi), Пердаку (Perdaku), Плийа (Pliia), Подмотса (Podmotsa), Покса (Poksa), Половина (Polovina), Поповитса (Popovitsa), Прунтова (Pruntova), Пуйста (Puista), Пуугнитса (Puugnitsa), Пырсты (Põrstõ), Раоту (Raotu), Рокина (Rokina), Руутси (Ruutsi), Рысна (Rõsna), Ряэптсова (Rääptsova), Ряэсолаане (Rääsolaane), Сааболда (Saabolda), Саагри (Saagri), Саатсе (Saatse), Самарина (Samarina), Селизе (Selise), Серетсювя (Seretsüvä), Серга (Serga), Сесники (Sesniki), Сиргова (Sirgova), Сулби (Sulbi), Сяпина (Säpina), Талка (Talka), Тессова (Tessova), Тетерювя (Teterüvä), Тиасты (Tiastõ), Тийлиге (Tiilige), Тийрханна (Tiirhanna), Тикласы (Tiklasõ), Тоброва (Tobrova), Тонья (Tonja), Тоодси (Toodsi), Тоомасмяэ (Toomasmäe), Трейали (Treiali), Трески (Treski), Тригиня (Triginä), Тсереби (Tserebi), Тсергонды (Tsergondõ), Тсиргу (Tsirgu), Туплова (Tuplova), Тсумба (Tsumba), Туулова (Tuulova), Тэдре (Tedre), Тэпия (Tepia), Тяэглова (Tääglova), Уласкова (Ulaskova), Улитина (Ulitina), Узинитса (Usinitsa), Уусвада (Uusvada), Хелби (Helbi), Хилана (Hilana), Хиллякесте (Hilläkeste), Хиндса (Hindsa), Холди (Holdi), Хярмя (Härmä), Ырсава (Õrsava), Эрмакова (Ermakova), Юуза (Juusa), Ярвепяэ (Järvepää), Яанимяэ (Jaanimäe).

## Демография по данным Регистра народонаселения
Число жителей Сетомаа на 1 января:
| Год  | 2018 | 2019   | 2020   | 2021   | 2022   | 2024   |
| ---- | ---- | ------ | ------ | ------ | ------ | ------ |
| Чел. | 3556 | ↘ 3455 | ↘ 3291 | ↘ 3249 | ↘ 3209 | ↘ 3139 |

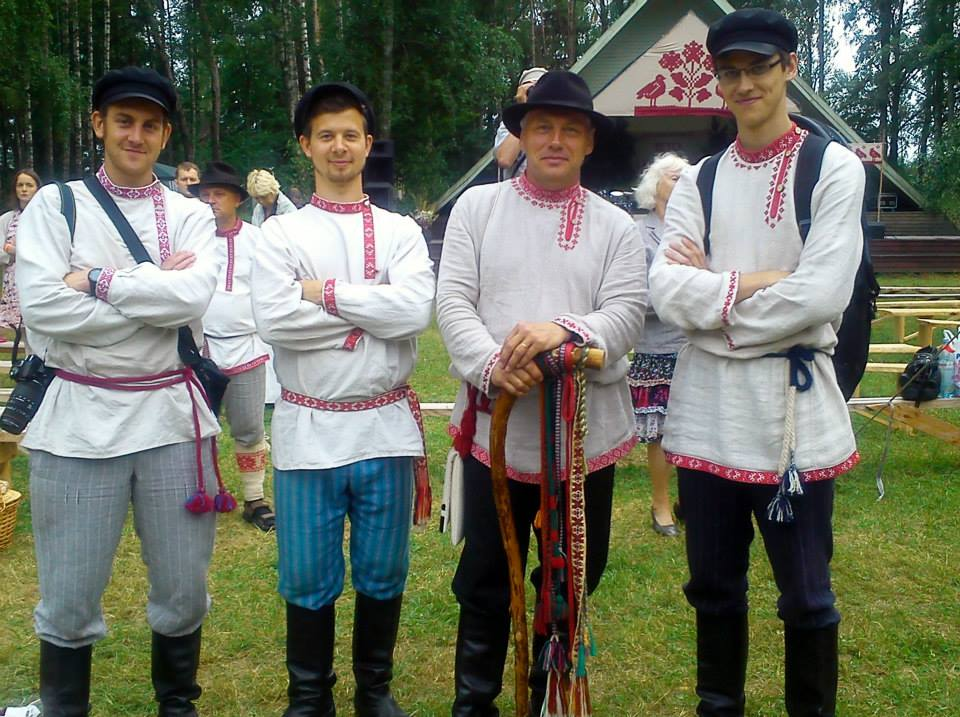
Мужчины в традиционных летних народных костюмах сету

В 2000-х годах численность населения в границах современной волости постоянно снижалась. Эта тенденция характерна для всех удалённых от крупнейших городов Эстонии регионов. В 2008—2019 годах естественный прирост населения в Сетомаа был постоянно негативным. В 2017 году из числа жителей волости 1589 были женщины (47 %) и 1780 — мужчины (53 %). Самыми многочисленными возрастными группами как среди женщин, так и среди мужчин были 50–54 года и 55–59 лет. В то же время удельный вес возрастной группы 5–19 лет был существенно меньше.
По состоянию на 10 июня 2018 года в волости было 778 пенсионеров по старости и 254 по инвалидности, удельный вес пенсионеров в общей численности населения волости составил 29,4 %. Число лиц с недостатками здоровья на ту же дату — 575. Услуги ухода требовались 107 совершеннолетним лицам.
Природные условия в волости являются причиной возникновения мест, где проживают лишь единицы людей, и деревень с относительно высокой плотностью населения. Такое разделение мест проживания усложняет условия организации и доступности услуг местного и государственного уровня.

## Данные Департамента статистики

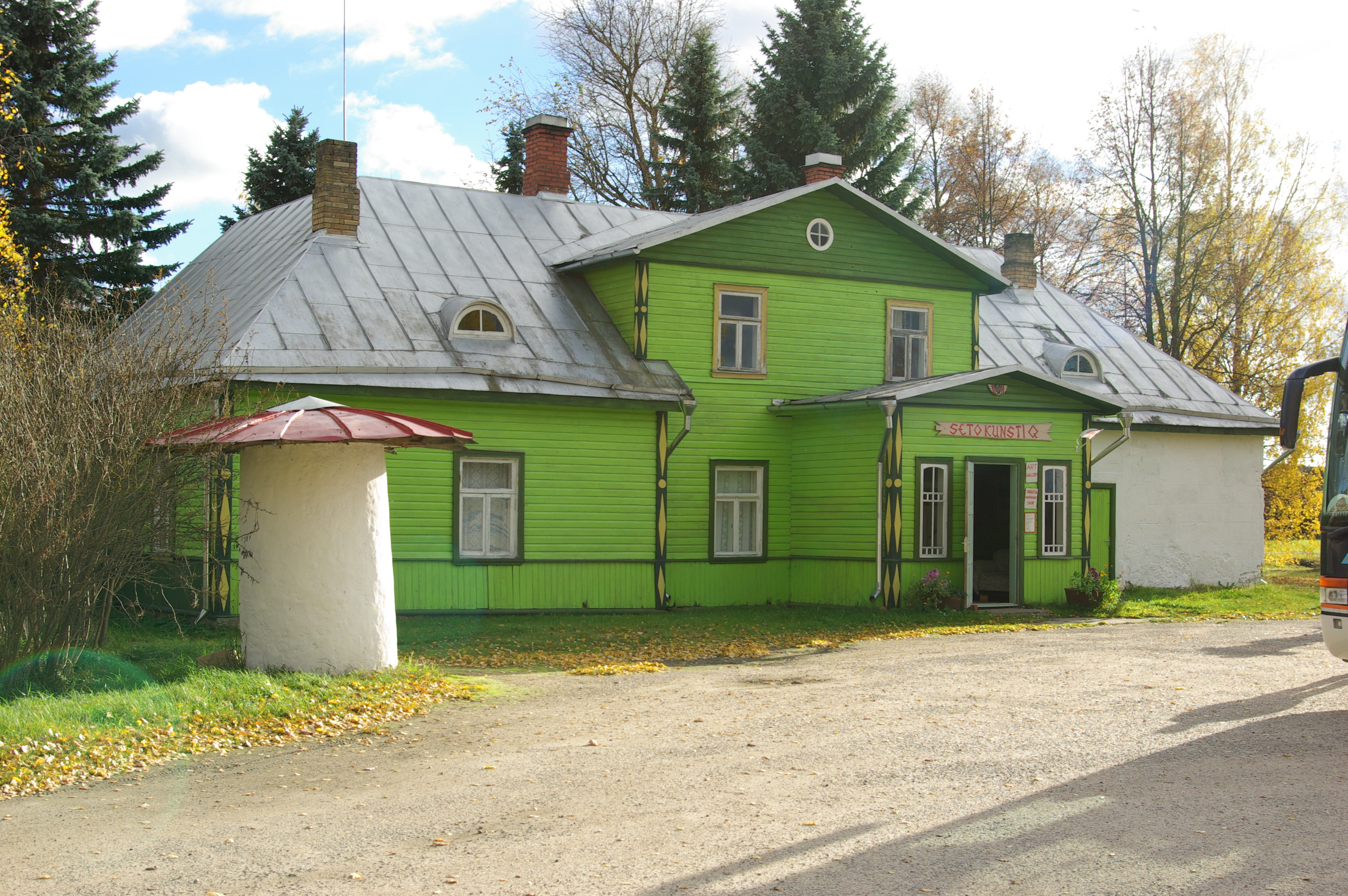
Ателье-галерея в Обинице

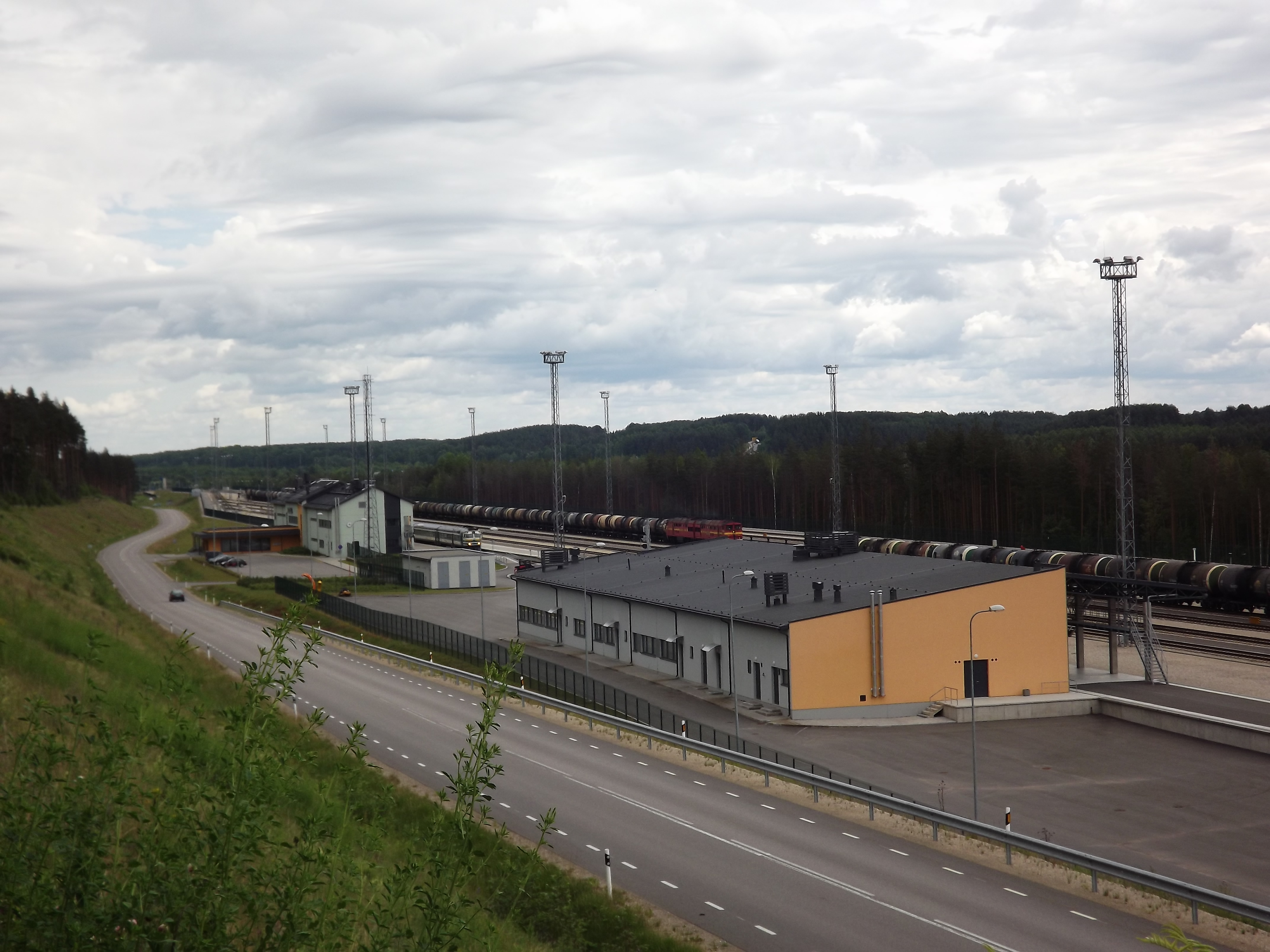
Приграничная железнодорожная станция Койдула

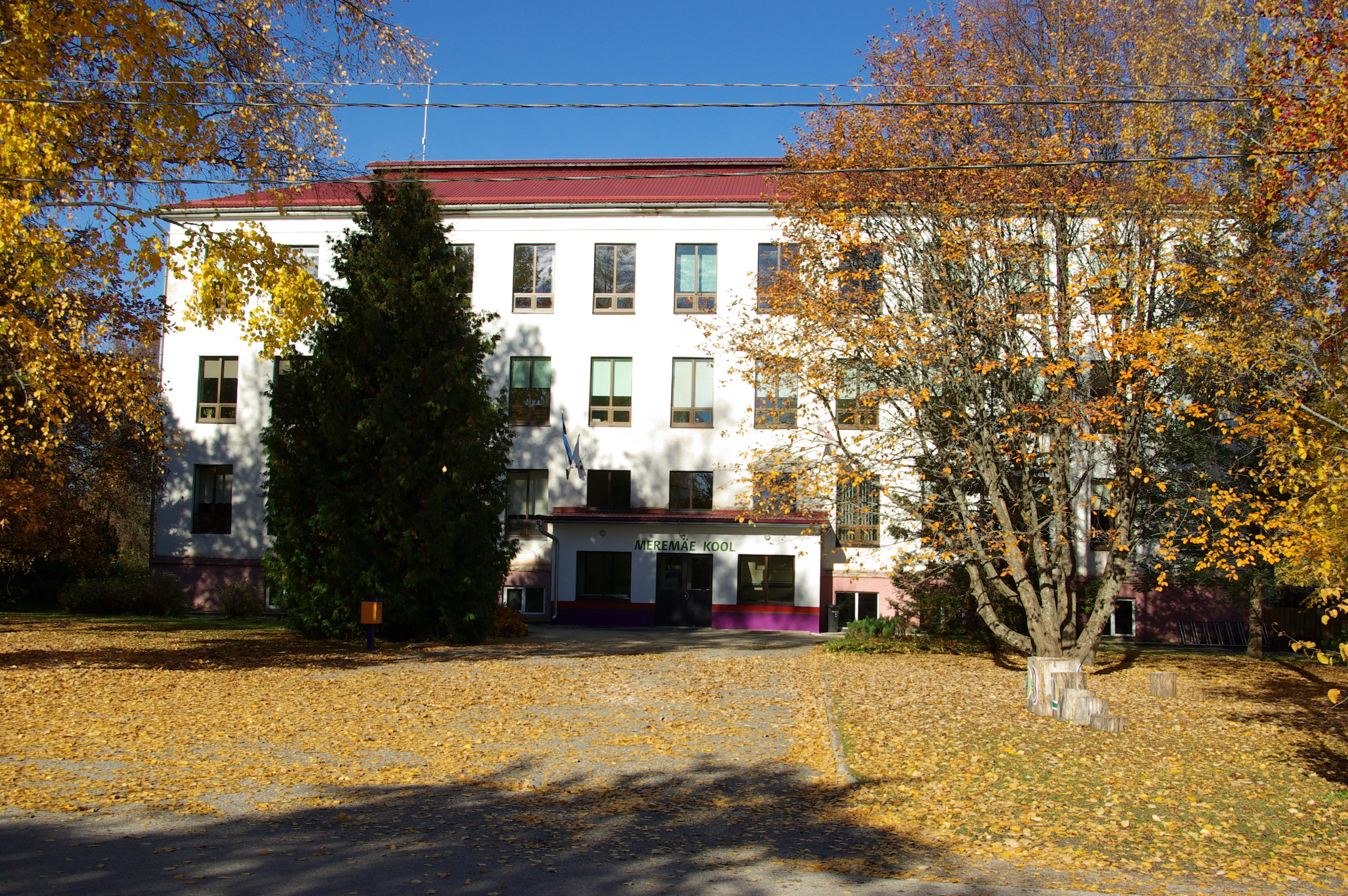
Школа Меремяэ

Данные Департамента статистики Эстонии о волости Сетомаа:
Число жителей на 1 января каждого года:
| Год  | 2015 | 2016   | 2017   | 2018   | 2019   | 2020   | 2021   | 2022   | 2023   | 2024   |
| ---- | ---- | ------ | ------ | ------ | ------ | ------ | ------ | ------ | ------ | ------ |
| Чел. | 3480 | ↘ 3436 | ↘ 3390 | ↘ 3369 | ↘ 3280 | ↘ 3175 | ↘ 3114 | ↘ 2849 | ↘ 2823 | ↘ 2784 |

Число рождений (живорождённых):
| Год  | 2015 | 2016 | 2017 | 2018 | 2019 | 2020 | 2021 | 2022 | 2023 |
| ---- | ---- | ---- | ---- | ---- | ---- | ---- | ---- | ---- | ---- |
| Чел. | 27   | ↗ 40 | ↘ 22 | ↗ 30 | ↘ 22 | ↗ 29 | ↗ 30 | ↘ 16 | → 16 |

Число умерших:
| Год  | 2015 | 2016 | 2017 | 2018 | 2019 | 2020 | 2021 | 2022 | 2023 |
| ---- | ---- | ---- | ---- | ---- | ---- | ---- | ---- | ---- | ---- |
| Чел. | 61   | ↘ 55 | ↘ 65 | ↗ 66 | ↘ 62 | ↗ 68 | ↗ 90 | ↘ 59 | ↘ 52 |

Зарегистрированные безработные*:
| Год  | 2015 | 2016 | 2017 | 2018 | 2019 | 2020 | 2021 | 2022 | 2023 |
| ---- | ---- | ---- | ---- | ---- | ---- | ---- | ---- | ---- | ---- |
| Чел. | 83   | 82   | 104  | 111  | 93   | 110  | 137  | 129  | 133  |

*2015—2019 годы — среднегодовое число, с 2020 года — на 1 января.
Средняя брутто-зарплата работника:
| Год  | 2013 | 2014  | 2015  | 2016  | 2017  | 2018   | 2019   | 2020   | 2021   | 2022  |
| ---- | ---- | ----- | ----- | ----- | ----- | ------ | ------ | ------ | ------ | ----- |
| Евро | 756  | ↗ 803 | ↗ 859 | ↗ 915 | ↗ 961 | ↗ 1011 | ↗ 1050 | ↗ 1108 | ↗ 1177 | ↗1242 |

В 2019 году волость Сетомаа стояла на 75 месте по величине средней брутто-зарплате работника среди 79 муниципалитетов Эстонии.
Число учеников в школах:
| Год  | 2015 | 2016  | 2017  | 2018  | 2019  | 2020  | 2021  | 2022  | 2023  | 2024  |
| ---- | ---- | ----- | ----- | ----- | ----- | ----- | ----- | ----- | ----- | ----- |
| Чел. | 201  | ↘ 183 | ↘ 180 | ↗ 183 | ↗ 201 | ↗ 203 | ↗ 205 | ↗ 217 | ↗ 226 | ↗ 232 |

По данным переписи населения 2021 года, средний возраст жителей Сетомаа составил 46 лет.

## Инфраструктура

### Образование
Общеобразовательные учреждения волости: гимназия Вярска, основная школа Меремяэ и основная школа Микитамяэ. Работает 3 детских сада: в Вярска и при школах Меремяэ и Микитамяэ.

### Медицина и социальное обеспечение
Медицинские услуги первого уровня оказывают два семейных врача и две медсестры в Вярска и врач с медсестрой в Микитамяэ. Плата за домашний визит врача лицам старше 2 лет, имеющим государственную медицинскую страховку, в 2020 году составляла 3,20 евро. В Вярска также есть зубоврачебный кабинет и аптека.
В волости работают один дом по уходу с отделениями в Меремяэ и Микитамяэ, плата за место в 2020 году составляла 695 евро в месяц. Согласно закону Эстонии о социальном обеспечении волость обязана нуждающимся в этом людям представлять минимум 13 основных видов социальных услуг. У волости есть право предоставлять эти услуги за установленную ею плату, при этом, если у человека отсутствуют необходимые для этого средства, в общем случае обязанность содержания несут члены его семьи, например, супруг (супруга), совершеннолетний ребёнок, совершеннолетний внук, родитель, бабушка, дедушка. На сожителей, сестёр и братьев эта обязанность не распространяется.

### Культура, досуг и спорт

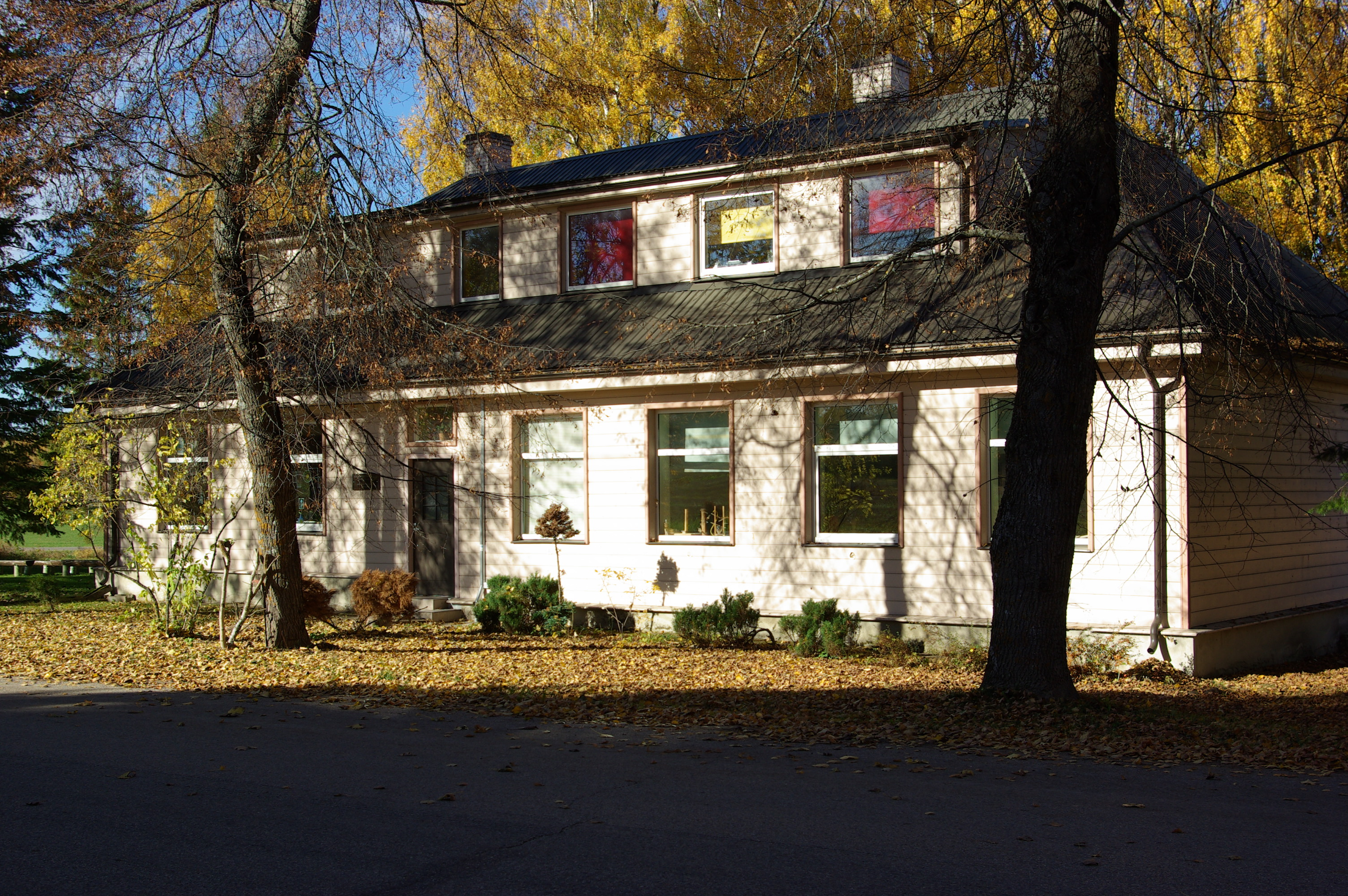
Молодёжный центр в Меремяэ

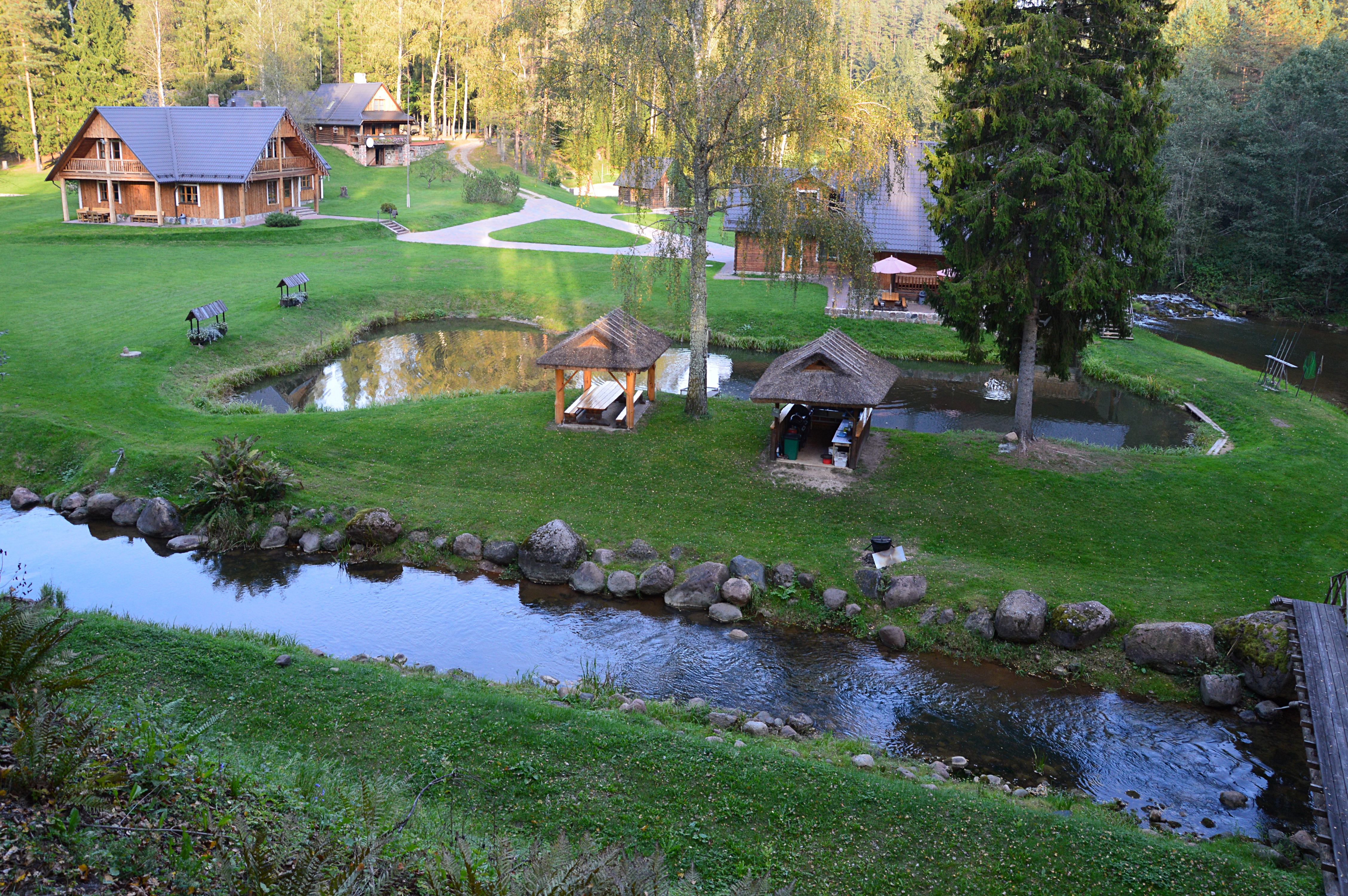
Центр отдыха в долине реки Пиуза

В волости есть 5 библиотек: в Вярска, Саатсе, Меремяэ, Обинитса и Микитамяэ.
Действует Культурный центр Сетомаа, в состав которого входят сельский центр Люйбнитса, сельский центр Обинитса и дом культуры Вярска, отреновированный в 2018 году. Два его зала можно использовать для организации концертов, дискотек, танцевальных клубов, театральных представлений, семинаров, киносеансов и других мероприятий; большой зал с балконом рассчитан на 200 мест. В помещениях Культурного центра действует множество хоров и танцевальных кружков как для детей, так и для взрослых; в нём отмечаются традиционные праздники региона: Масленица, Пасха, День матери, Юрьев день, Детская суббота, Троицкая ярмарка, Янов день, Сетуский день песни, фольклорный фестиваль Seto Folk, Дни сетуского королевства, Ночь древних огней, Неделя культуры сето, культурный вечер имени Анне Вабарна и выдача культурных премий, Рождество.
В сельском центре Люйбнитса есть большой зал с эстрадой. Здесь также проводятся традиционные праздники, одним из самых значительных является Женский день. Самое известное событие Сетомаа — ежегодная луково-рыбная ярмарка в Люйбнитса.
В сельском центре Обинитса есть большой зал, сауна, спортзал и молодёжная комната. Здесь проводятся традиционные праздники региона: Пасхальный праздник танца, празднование Николы вешнего и Николы зимнего и выдача премий имени Хиланы Таарка, рождество и Новый год.
В Вярска работает музыкальная школа и Молодёжный центр Сетомаа, в котором есть большое число кружков по интересам: уличный танец, showdance, драмкружок, художественный кружок, роботика, хор малышей, рукоделие, баскетбол, волейбол, футбол, плавание и др.
В волости действует большое число различных культурных обществ, танцевальных и песенных коллективов сето, музыкальных ансамблей (Ансамбль гармошек Karmona, оркестр музыкальной школы, сето-ансамбли Tuhkwizza, Pääväpüürdjä, Zetod и Kiiora), бэнд-групп («Nedsaja Küla Bänd», «Einar ja Ojar», «Stand By», «Sinu Naine» и ансамбль «Aare») и обществ рукоделий, есть любительские театры. В Обинитса, Меремяэ и Вярска действуют Общества пенсионеров, в Микитамяэ — Клуб пенсионеров.
В Вярска работает Центр здоровья и спорта. Спортклубы волости: клуб ориентирования Peko, клуб Vabadussport, в котором занимаются слэклайном, паркуром, киикингом.

### Транспорт
В 2018 году протяжённость дорог волости, находящихся в общественном пользовании, составляла 619,5 км. Хорошо налажено автобусное сообщение между Микитамяэ и Вярска, а также в регионе Микитамяэ—Вярска в направлении Тарту и в регионе Микитамяэ—Обинитса в направлении Выру. Через волость проходит железная дорога Тарту—Печоры, по которой осуществляются перевозки пассажиров и грузов, и железная дорога Валга—Печоры, где производятся только грузоперевозки.
По состоянию на 2018 год сеть и график работы общественного транспорта не отвечали потребностям жителей волости, отсутствовало автобусное сообщение между важнейшими центрами волости, например, между Вярска и Меремяэ и между Микитамяэ и Меремяэ. Утром от станции Койдула можно доехать на поезде до Таллина за 3,5 часа, а вечером имеется проблема с обратной дорогой, так как поздние поезда из столицы идут только до Тарту. У региона Вярска—Микитамяэ было плохое сообщение с уездным центром — городом Выру. Отсутствовало автобусное сообщение между региональными центрами волости (Вярска — Обинитса — Меремяэ—Лухамаа).

### Жилая среда
Электрическая сеть покрывает всю территорию волости. Растёт производство возобновляемой энергии. По состоянию на 1 июня 2018 года в волости работала солнечная электростанция общей мощностью 701 кВт и производительной мощностью около 750 МВт-час/год. В доме по уходу Микитамяэ используется солнечный коллектор мощностью 3 кВ.
Традиционная система центрального теплоснабжения в волости отсутствует, работают локальные котельные. В школе Микитамяэ и в Сельском центре Обинитса используется геотермальное отопление. Центральное водоснабжение и канализация есть в посёлке Вярска, деревнях Вяйке-Рысна, Меремяэ, Обинитса, Саатсе, Микитамяэ, Матсури, Ырсава.
Каждую весну волостная управа организует толоки «Сделаем!» («Teeme ära»), в ходе которых сообща приводится в порядок какой-либо общественный объект волости.
Основные правонарушения в волости связаны с её пограничным расположением, и в большинстве своём их совершают не местные жители. Самая большая проблема — контрабанда и перевозка через границу запрещённого товара. Помощь местному констеблю оказывают добровольные пограничники и помощники полицейских. В Вярска располагается Южная региональная спасательная команда, в Меремяэ есть добровольный спасательный отряд. Для обеспечения общей безопасности в 2015 году была установлена система видеонаблюдения возле волостной управы, автобусного вокзала и рыночной площади в Вярска. Видео-охрана также есть в центре деревень Обинитса и Микитамяэ.

## Экономика
Большинство предприятий волости — это микро-предприятия (численность работников менее 10 человек). В 2017 году почти 50 % предприятий были заняты в сельском хозяйстве, лесном хозяйстве и рыболовстве.
Крупнейшие работодатели волости по состоянию на 31 марта 2024 года:

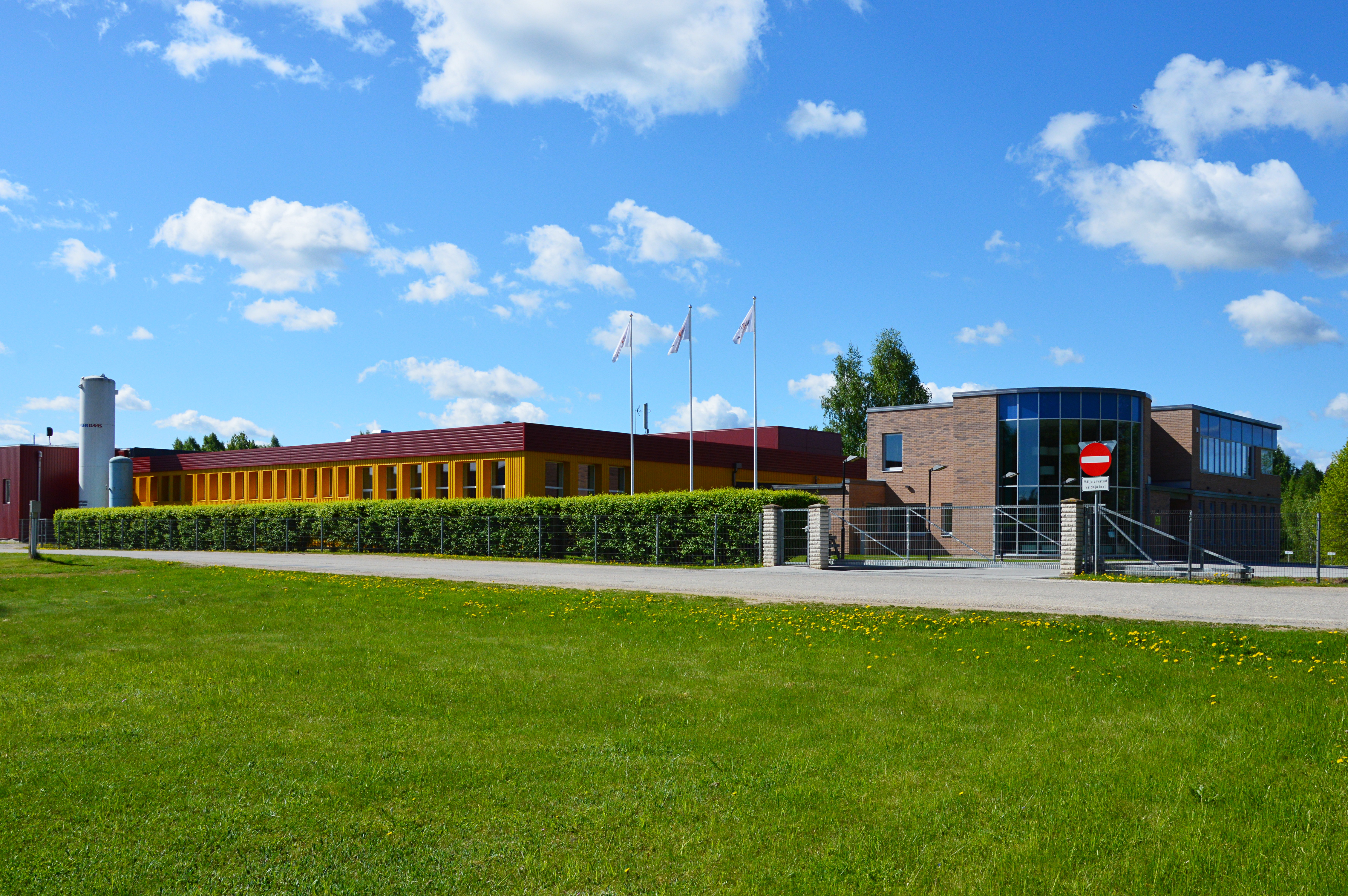
Предприятие «Värska Originaal AS»

| Предприятие / организация | Вид деятельности                                         | Численность работников |
| ------------------------- | -------------------------------------------------------- | ---------------------- |
| Värska Sanatoorium AS     | Лечебная деятельность санаториев                         | 104                    |
| Волостная управа Сетомаа  | Орган государственного управления                        | 86                     |
| Värska Originaal AS       | Производство безалкогольных напитков и минеральной воды  | 67                     |
| Värska Gümnaasium         | Гимназия                                                 | 38                     |
| Almar Puit OÜ             | Производство дров                                        | 31                     |
| Meremäe Kool              | Основная школа-детсад                                    | 27                     |
| Setomaa hooldekodu        | Деятельность по уходу за престарелыми и инвалидами       | 20                     |
| Värska Vara OÜ            | Организация питания                                      | 19                     |
| Värska Laht OÜ            | Производство деревянных бытовых и декоративных предметов | 15                     |
| Värska Lasteaed           | Детский сад                                              | 15                     |

## Достопримечательности
Памятники культуры:
- церковь Георгия Победоносца в посёлке Вярска
- церковь Святой Параскевы в Саатсе[эст.]

Другие достопримечательности:
- апостольская православная церковь Спаса Преображения в Обинице[эст.];
- церковь Иоанна Крестителя в Меэкси[эст.];
- церковь Святого Духа в Мяэзи[эст.];
- песчаниковые обнажения девонского периода в природном парке долины реки Пиуза. Одно из них под названием «Стена Хярма Мяэмине» является самым высоким в Эстонии песчаниковым обнажением девонского периода, его высота составляет 43 метра. Обнажение под названием "Стена Кылкснийд"у является утёсом высотой 20,5 метра и считается одним из самых красивых в долине реки Пиуза;
- цяссоны: почти в каждой деревне Сетомаа есть часовня, которую сету называют цяссон. Они представляют собой небольшие деревянные строения религиозного назначения, внутри скромно украшенные иконами, платками, свечами и цветами. Часть из них сохранилась с давних времён, часть отстроена заново, например, цяссон деревни Вымморски построен в 1999 году. В деревне Микитамяэ два цяссона: старый (1694 год, отреставрирован в 2009 году) и новый (построен в 1998 году).

## Музеи
- Хутор-музей сето в Вярска, открыт в 1998 году. В 2004 году в комплексе построили Чайный домик, где предлагается кухня сето. Большинство зданий в музее — оригинальные строения с севера Сетумаа. Представлены старинные рабочие инструменты и богатая коллекция рукоделия[35];
- музей сету в Саатсе. Открыт в 1974 году в старом школьном здании. Обновлённая постоянная экспозиция знакомит с историей и людьми Саатсе. Рядом расположен лесопарк с учебной тропой, и всего в паре сотен метров проходит граница с Россией[36];
- музей в деревне Обинитса, открыт в 1995 году. Частью музея является дом-музей в Обинитса площадью 154 м² и хуторской комплекс в деревне Тоброва, демонстрирующий традиционную сетускую сельскую архитектуру. В музее представлены искусные предметы ручной работы сетуских мастериц, доставленные с окрестных хуторов, национальная одежда сету и песенные традиции. Здесь проводятся различные тематические мероприятия и организуются учебные комнаты[37].

## Галерея

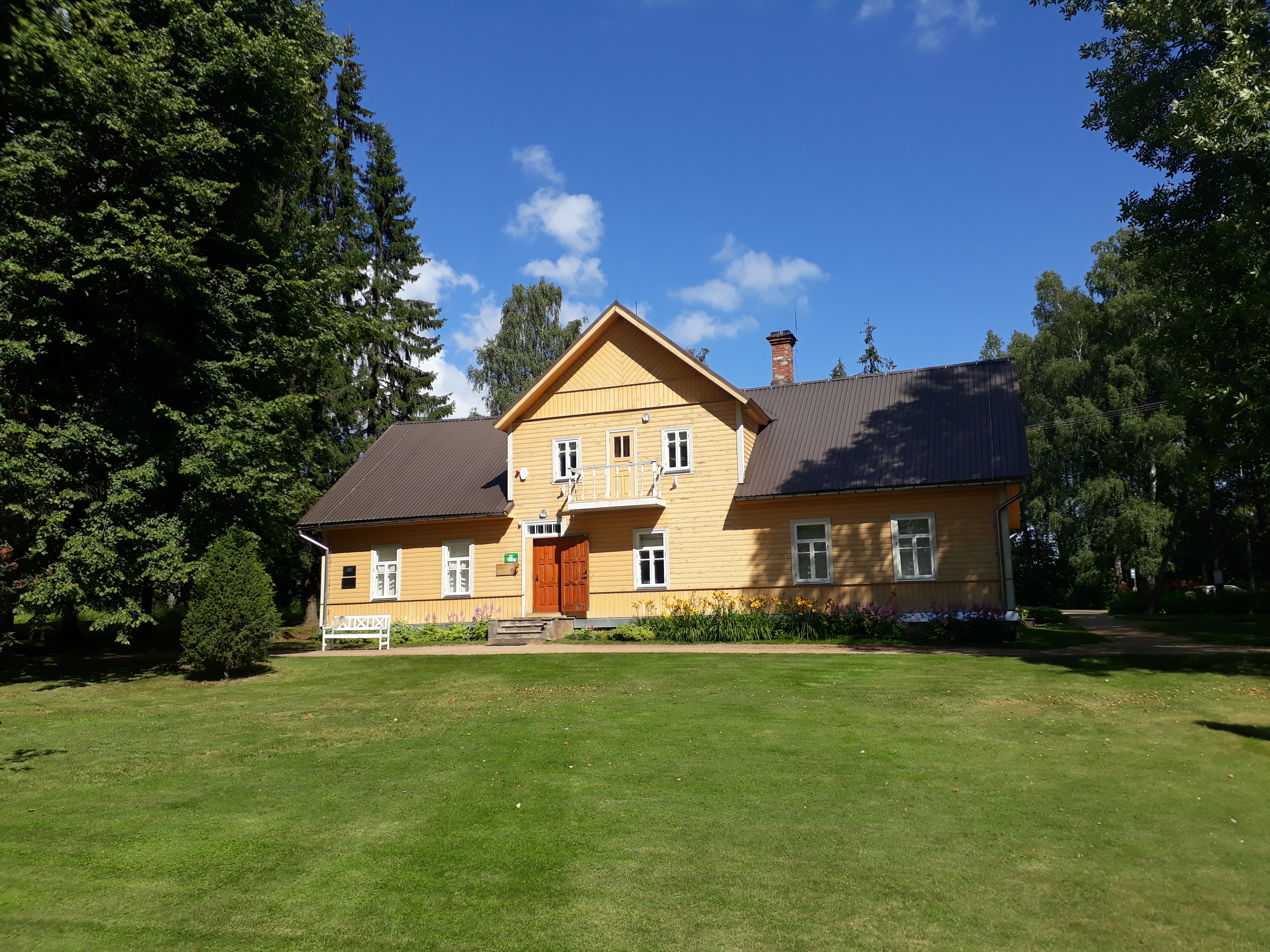
Музей сето в деревне Саатсе
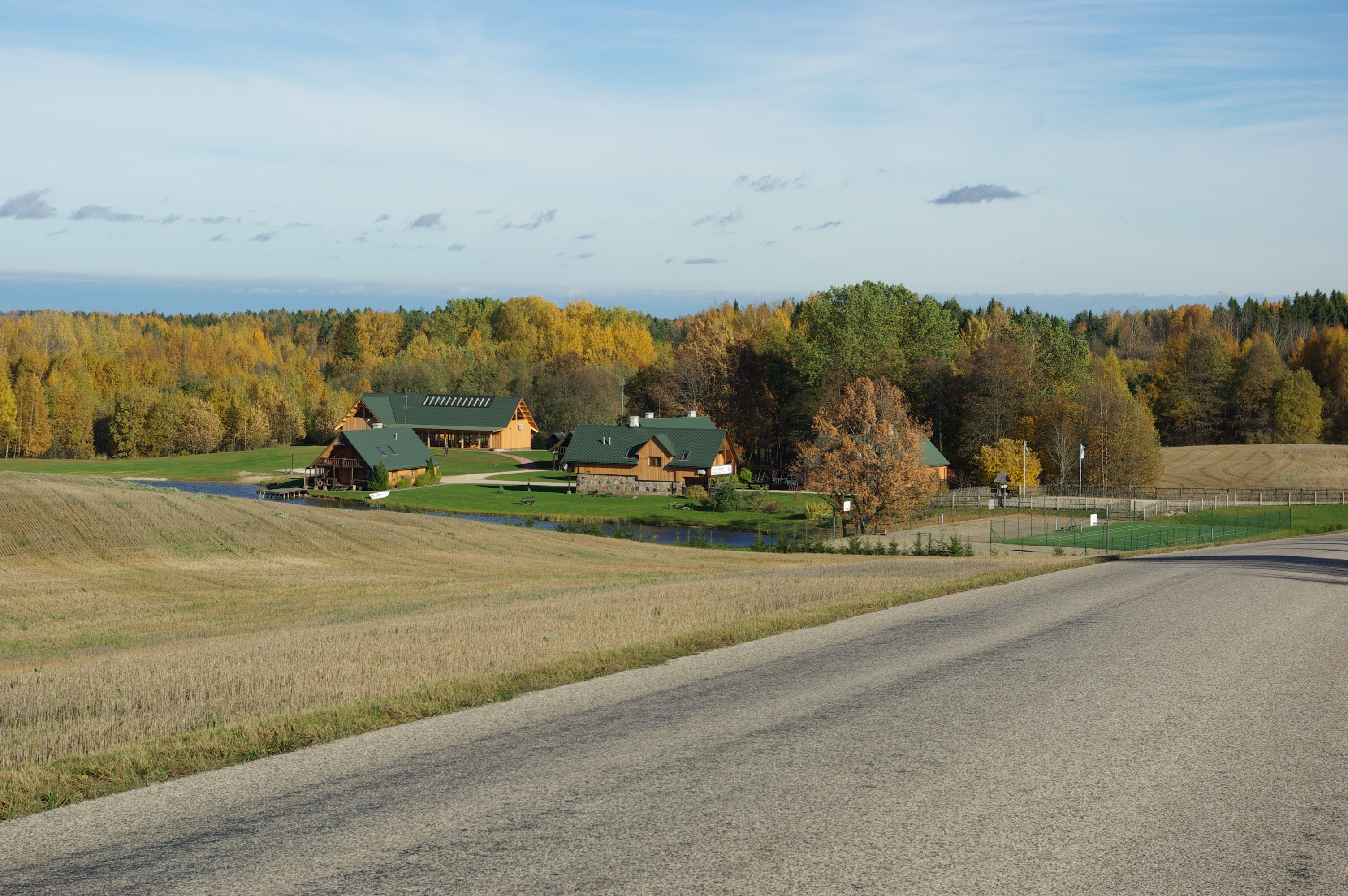
Туристический хутор сето
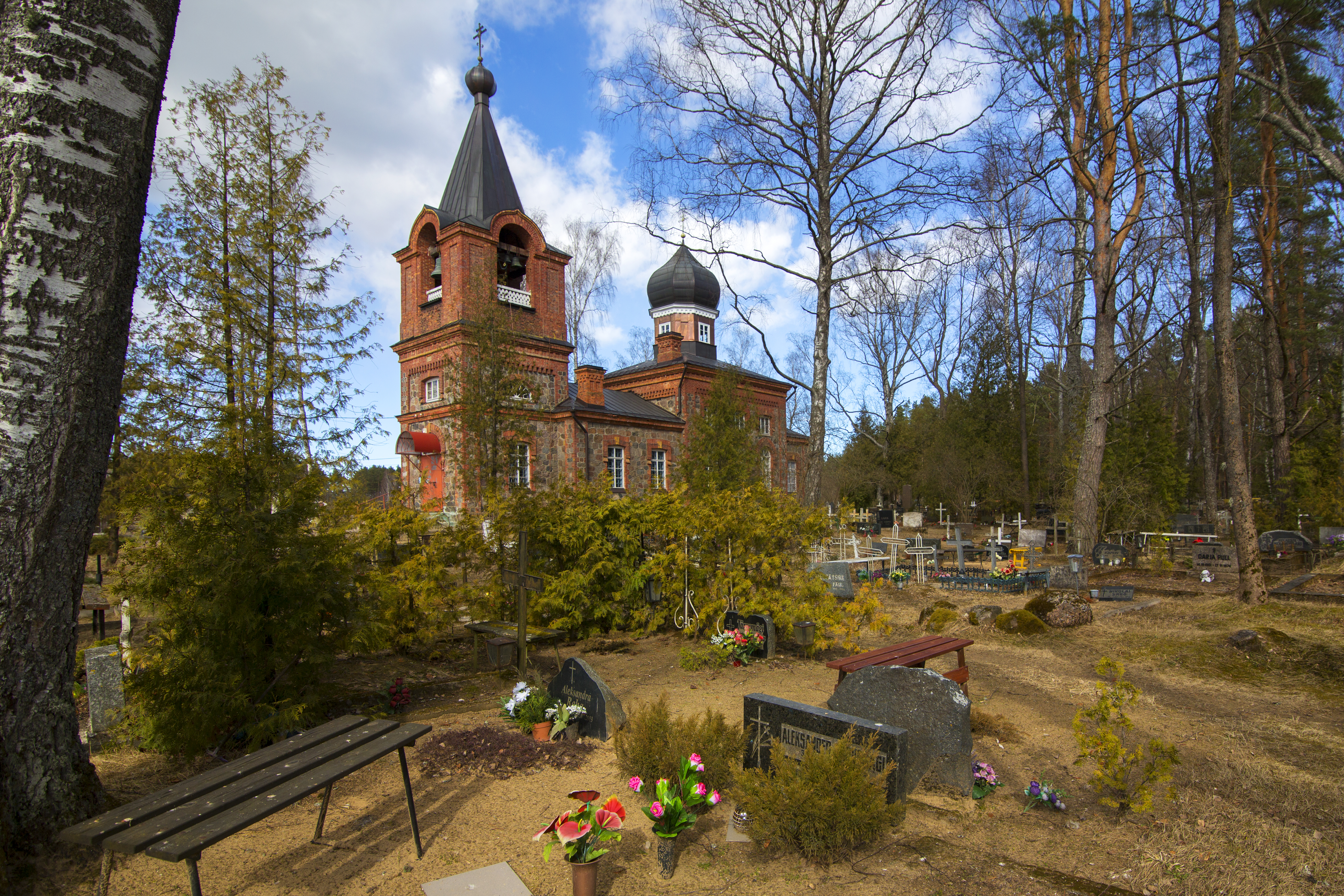
Церковь Георгия Победоносца в Вярска

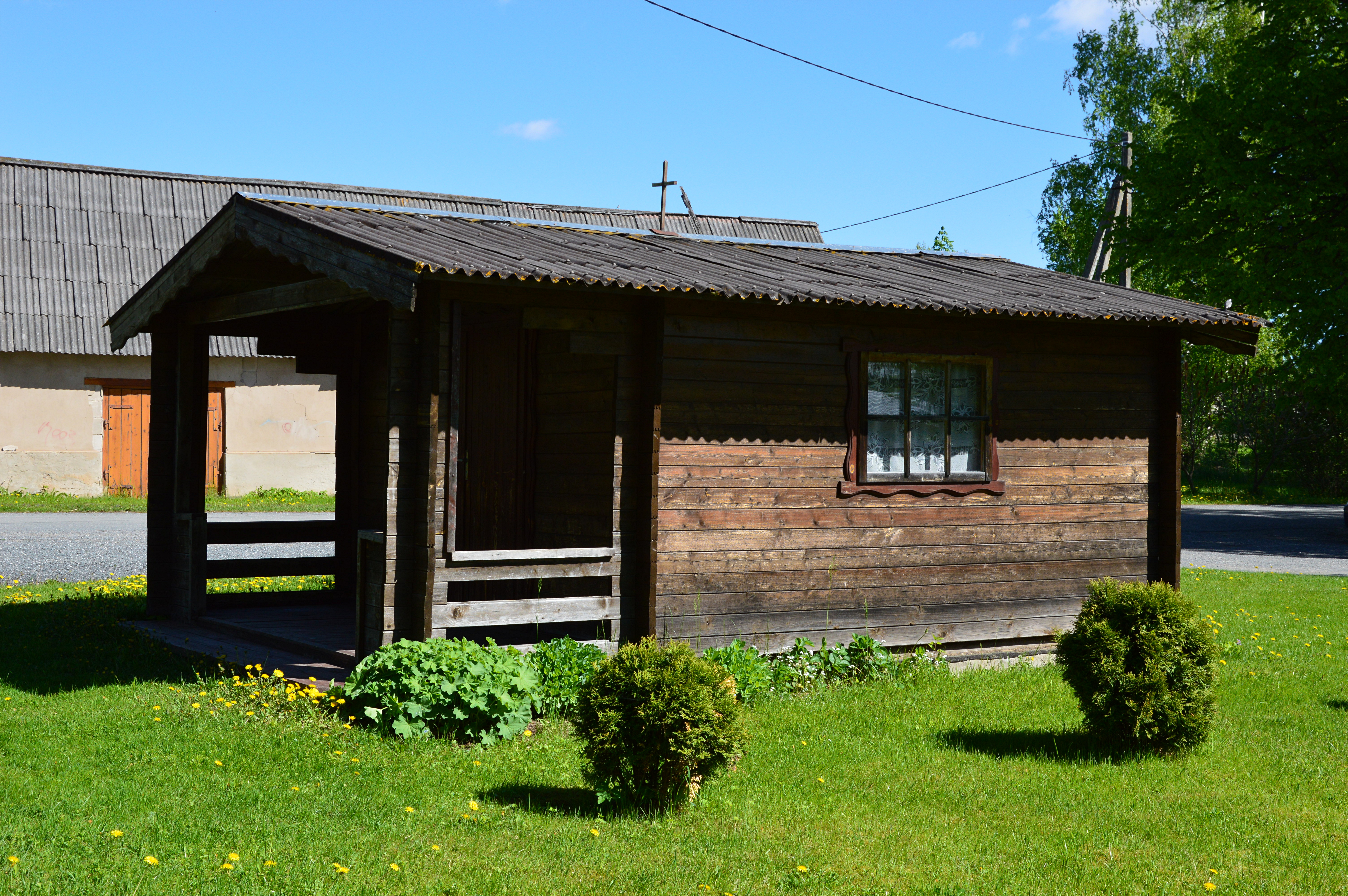
Новый цяссон деревни Микитамяэ

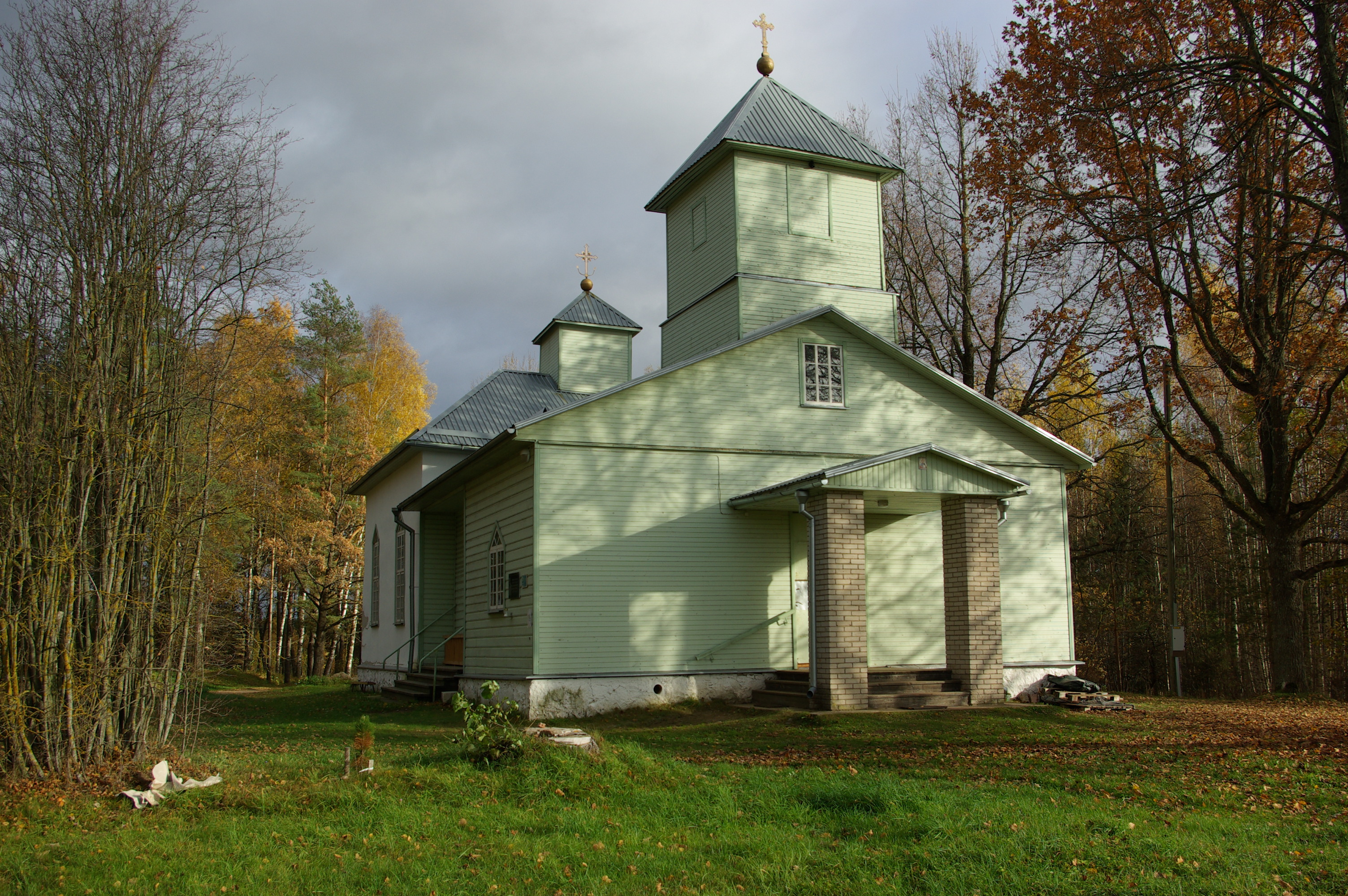
Церковь Спаса Преображения в Обинитса
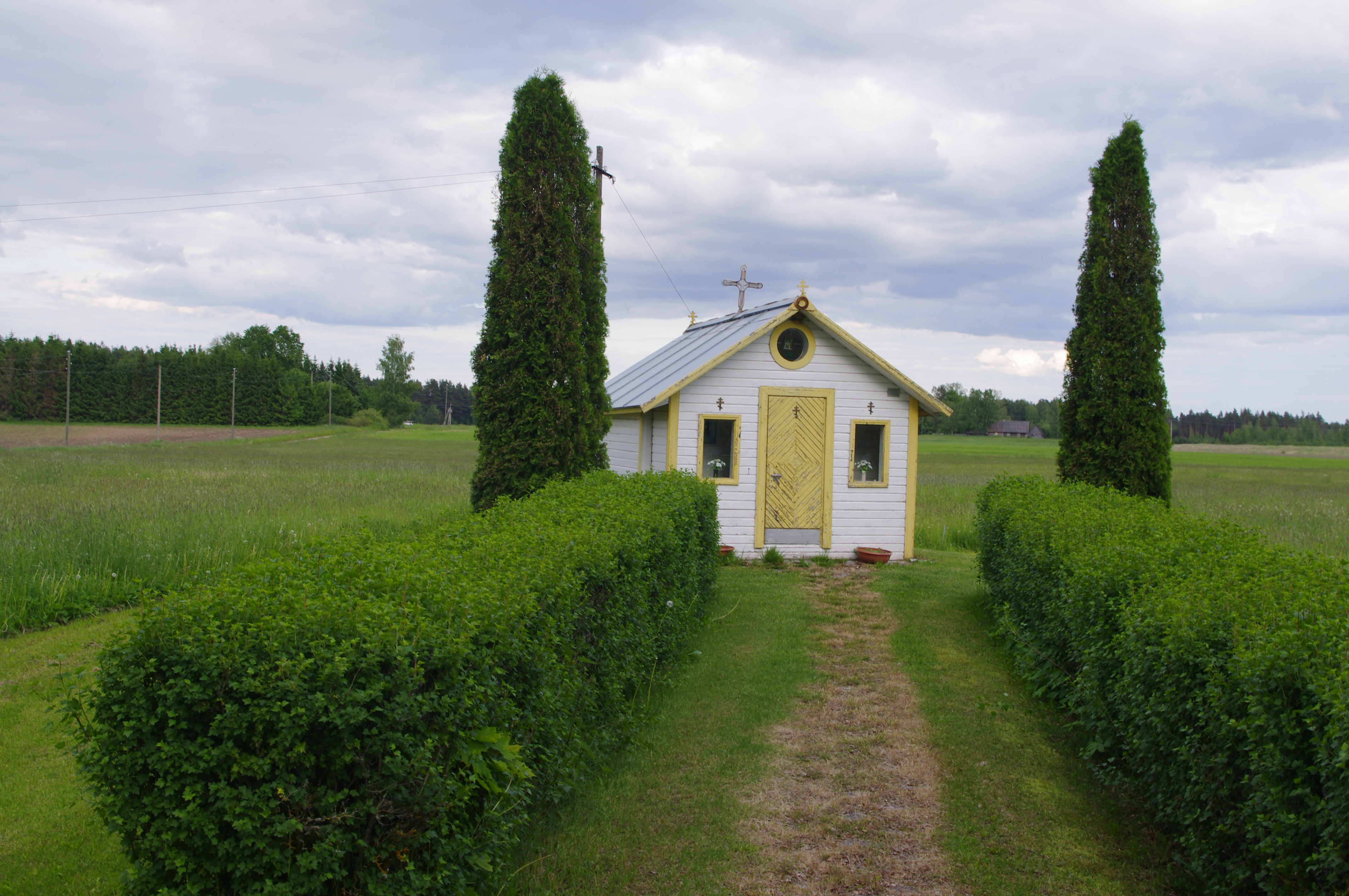
Цяссон деревни Трески
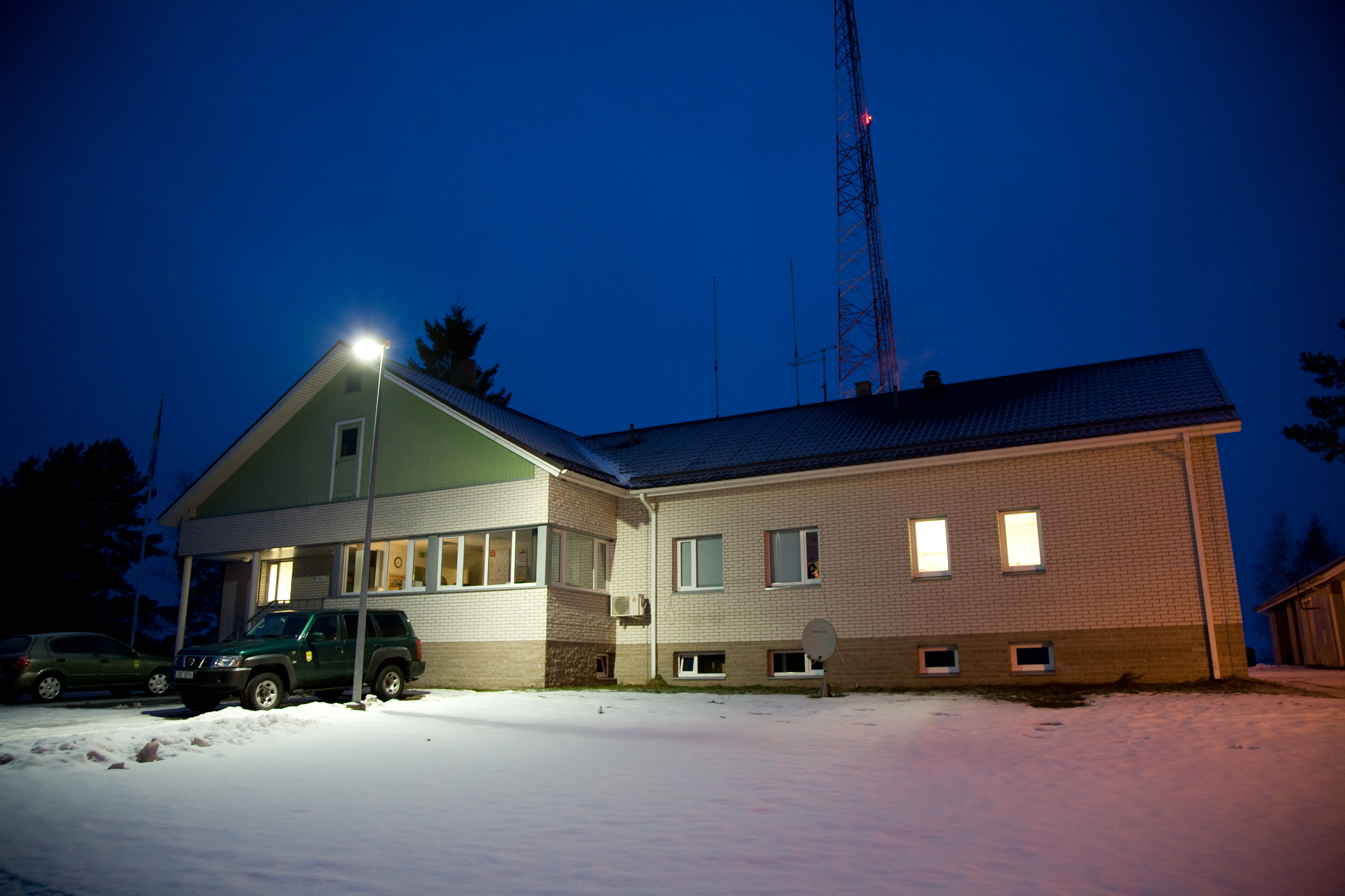
Пограничный кордон в Вярска
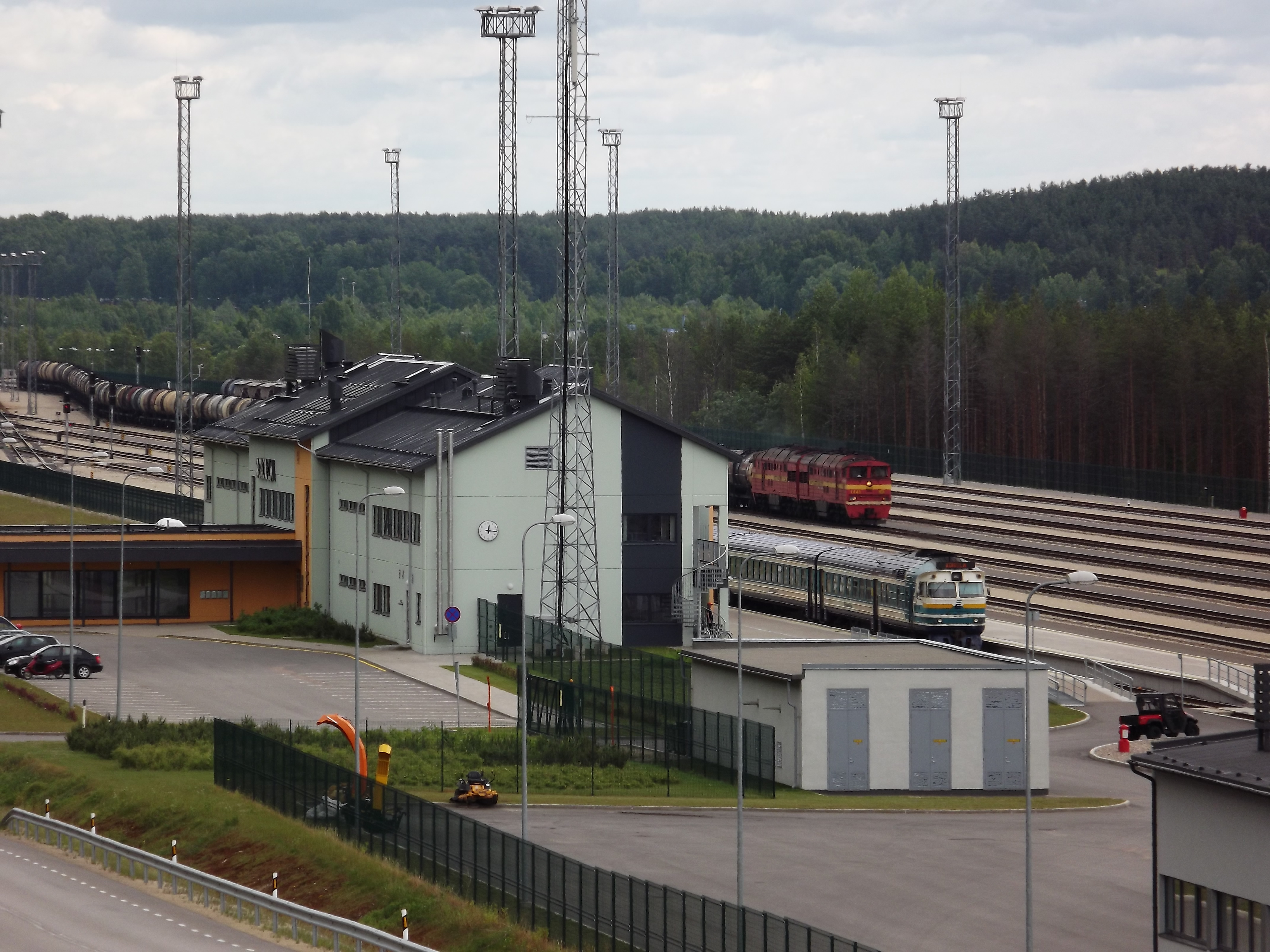
Железнодорожная станция Койдула
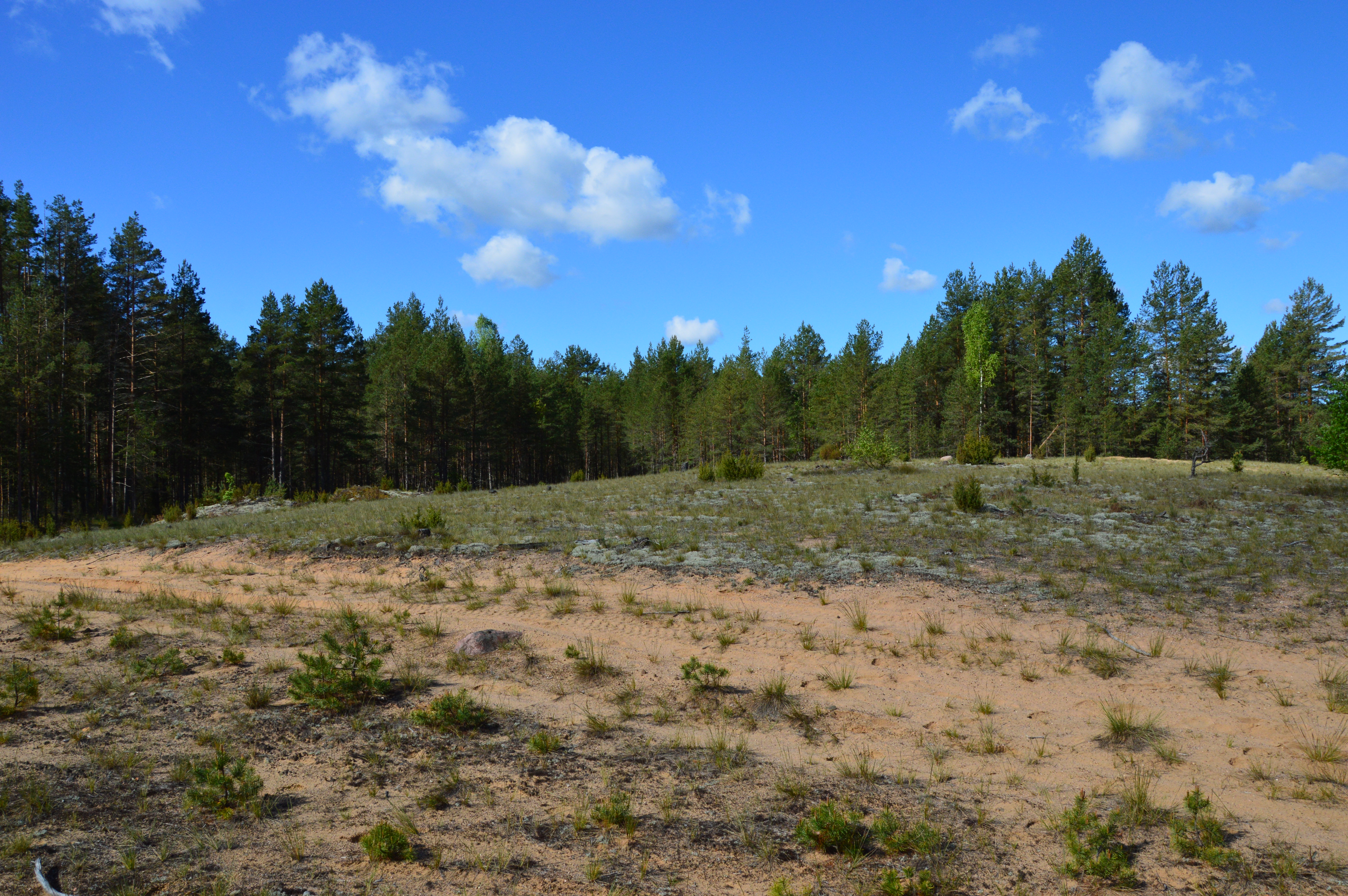
Сетумааская Сахара в природном парке Мустоя
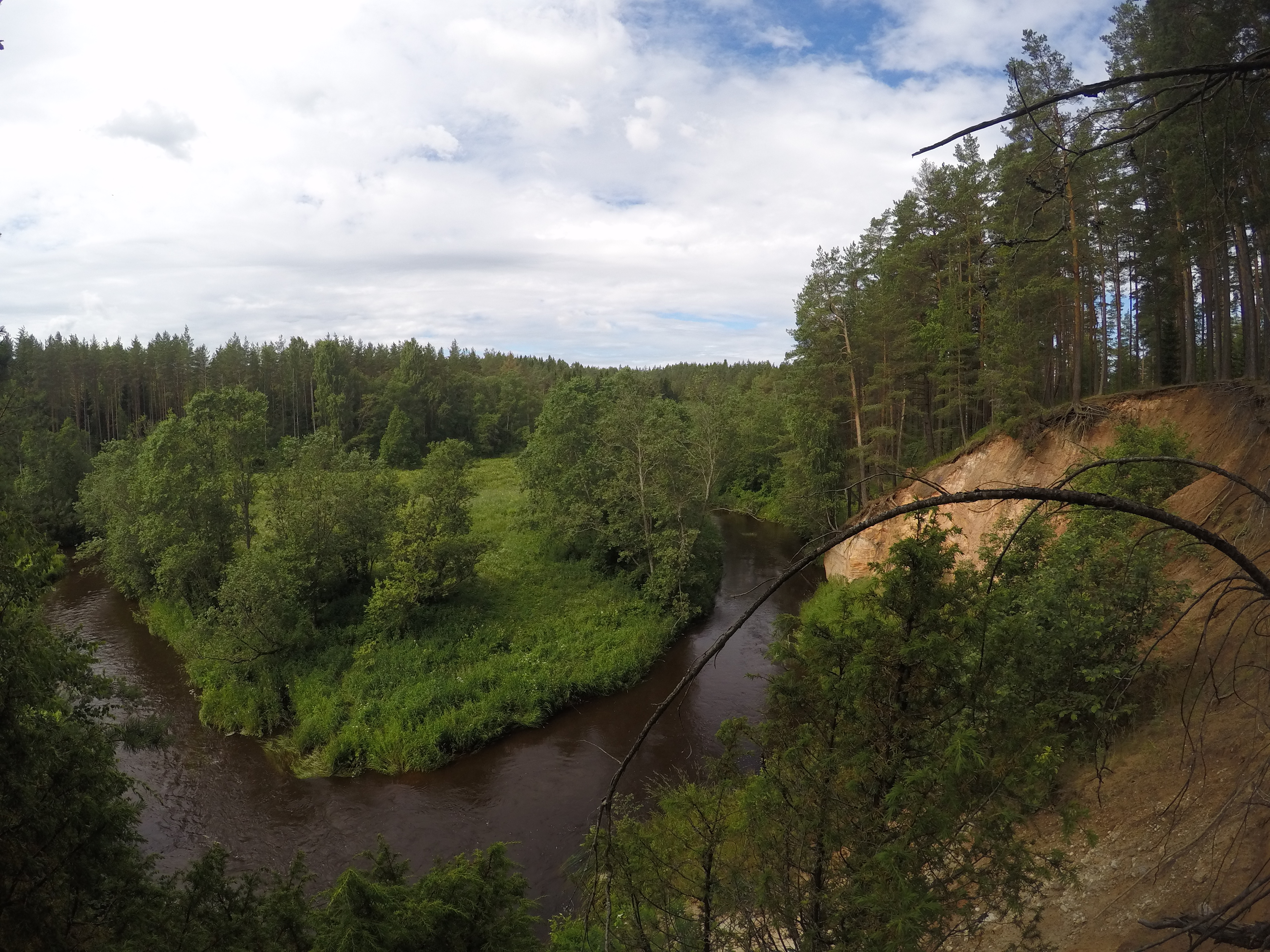
Река Пиуза в Сетомаа
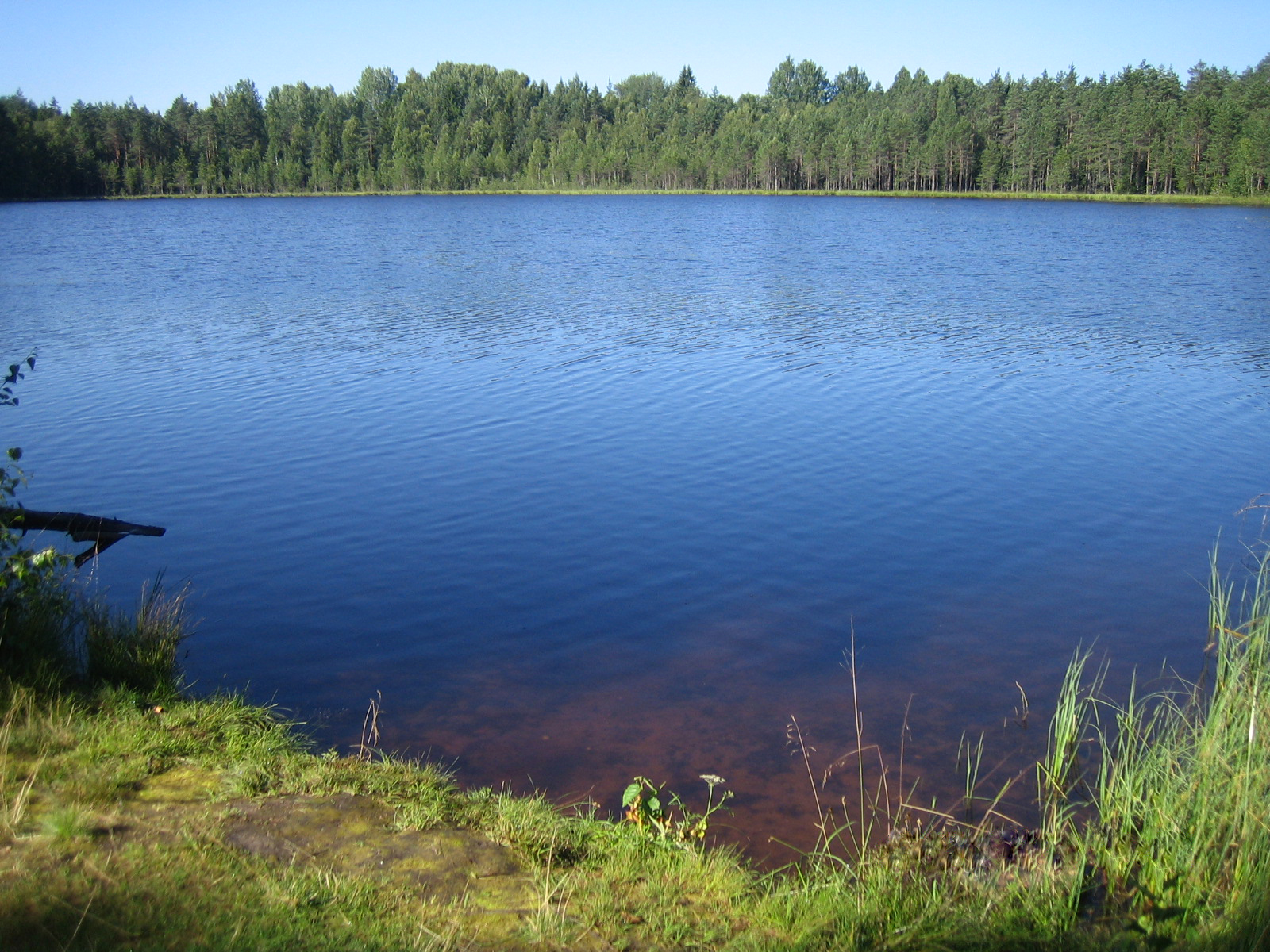
Озеро Пырсты

## Комментарии
1. ↑  Эстонские топонимы, оканчивающиеся на -а, не склоняются и не имеют женского рода (исключение — Нарва)[20].